# Silver Haze
Silver Haze är en brittisk-nederländsk dramafilm från 2023. Filmen hade sin världspremiär på Filmfestivalen i Berlin den 23 februari 2023 och svensk premiär på Göteborg Film Festival den 26 januari 2024. Den hade biopremiär i Sverige den 31 maj 2024. Filmen är regisserad av Sacha Polak.

## Handling
Filmen handlar om sjuksköterskan Franky. Hon är 23 år och besatt av att få upprättelse efter en traumatisk händelse 15 år tidigare. När hon träffar patienten Florence förändras allt, och efter en flytt ut på landet där Florence bor får Franky möjlighet att bearbeta sitt förflutna.

## Rollista (i urval)
- Vicky Knight – Franky
- Esme Creed-Miles – Florence
- Charlotte Knight – Leah
- Archie Brigden – Jack
- Angela Bruce – Alice